# Krasna (Siwerskyj Donez)
Die Krasna (ukrainisch Красна, russisch Красная (Krasnaja)) ist ein linker Nebenfluss des Siwerskyj Donez in der ukrainischen Oblast Luhansk.
Die Krasna entspringt am Südrand der Mittelrussischen Platte im Norden der Oblast Luhansk. Sie fließt in überwiegend südlicher Richtung und passiert dabei die Stadt Swatowe. Kurz nach Kreminna mündet sie nach 151 km linksseitig in den Siwerskyj Donez. Der Fluss wird hauptsächlich von der Schneeschmelze gespeist. Das Einzugsgebiet der Krasna umfasst 2710 km².